# Střítež (Černovice)
Střítež (německy Strietesch) je malá vesnice, část města Černovice v okrese Pelhřimov. Nachází se asi 2 km na severozápad od Černovic. V roce 2009 zde bylo evidováno 23 adres. V roce 2001 zde trvale žilo 24 obyvatel.
Střítež leží v katastrálním území Střítež u Černovic o rozloze 2,14 km2.

## Další fotografie

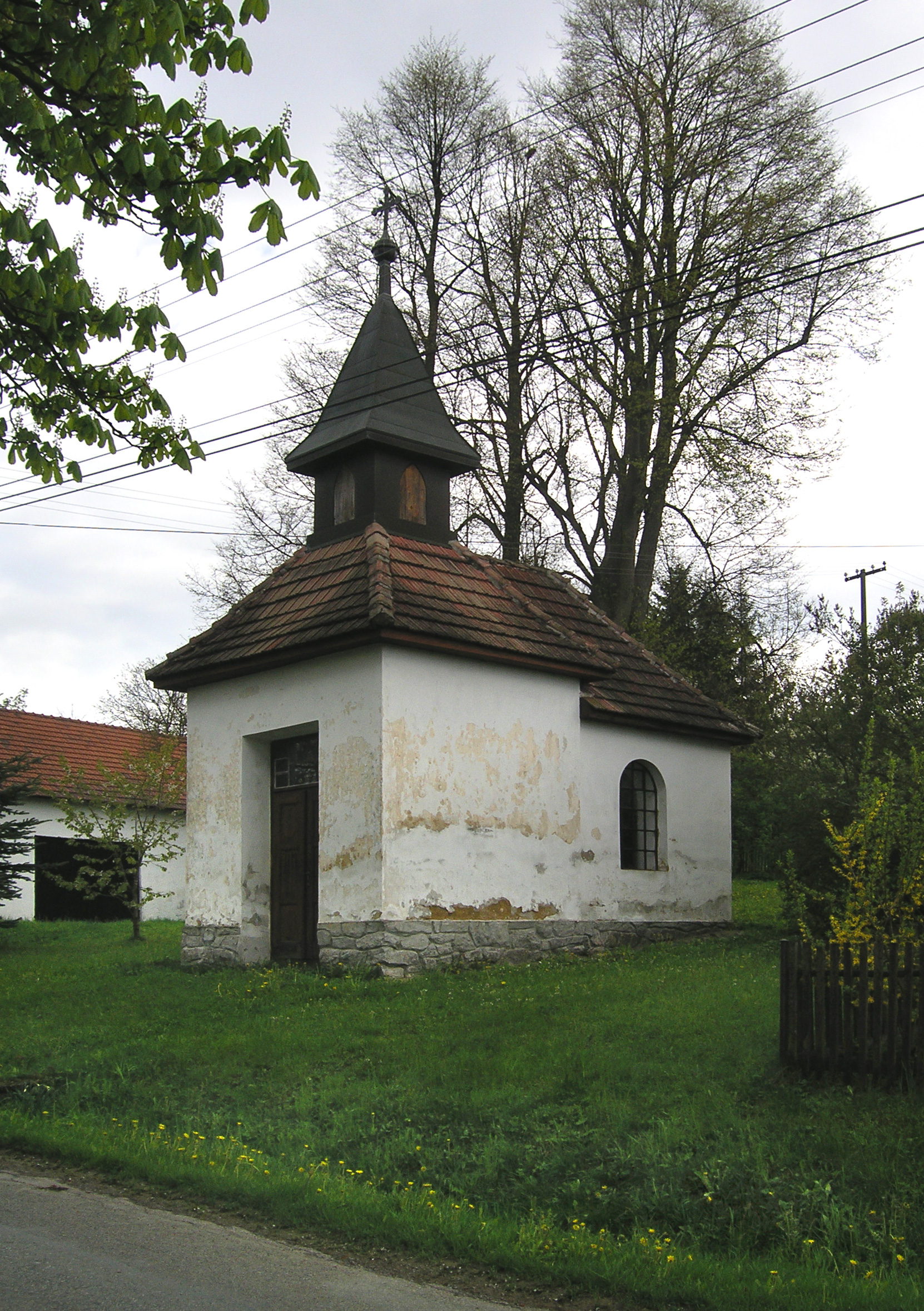
Kaplička
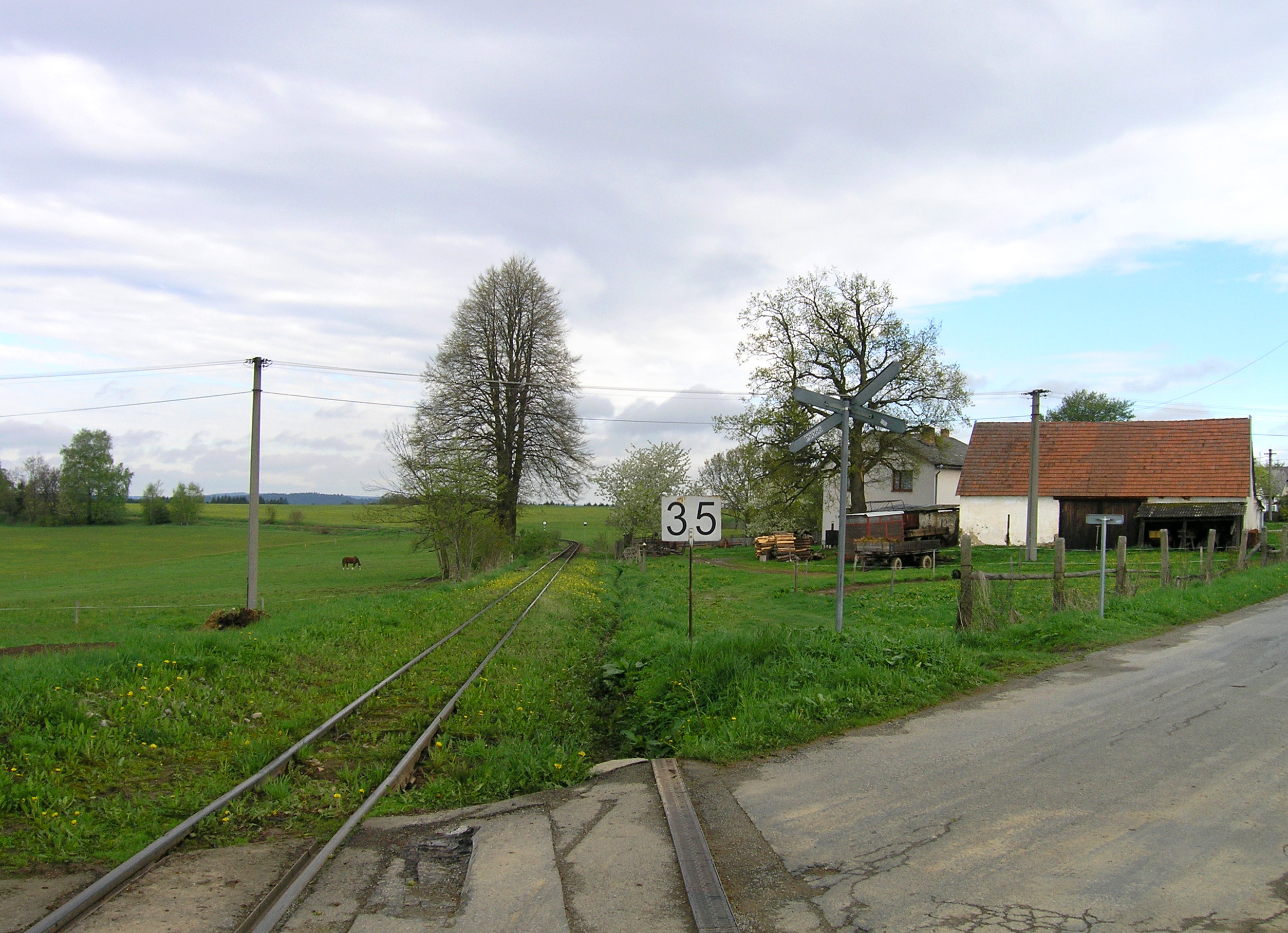
Úzkokolejka